# Violet Myers
 (octobre 2023).
La mise en forme du texte ne suit pas les recommandations de Wikipédia : il faut le « wikifier ».
Les points d'amélioration suivants sont les cas les plus fréquents. Le détail des points à revoir est peut-être précisé sur la page de discussion.
- Les titres sont pré-formatés par le logiciel. Ils ne sont ni en capitales, ni en gras.
- Le texte ne doit pas être écrit en capitales (les noms de famille non plus), ni en gras, ni en italique, ni en « petit »…
- Le gras n'est utilisé que pour surligner le titre de l'article dans l'introduction, une seule fois.
- L'italique est rarement utilisé : mots en langue étrangère, titres d'œuvres, noms de bateaux, etc.
- Les citations ne sont pas en italique mais en corps de texte normal. Elles sont entourées par des guillemets français : « et ».
- Les listes à puces sont à éviter, des paragraphes rédigés étant largement préférés. Les tableaux sont à réserver à la présentation de données structurées (résultats, etc.).
- Les appels de note de bas de page (petits chiffres en exposant, introduits par l'outil «  Source ») sont à placer entre la fin de phrase et le point final[comme ça].
- Les liens internes (vers d'autres articles de Wikipédia) sont à choisir avec parcimonie. Créez des liens vers des articles approfondissant le sujet. Les termes génériques sans rapport avec le sujet sont à éviter, ainsi que les répétitions de liens vers un même terme.
- Les liens externes sont à placer uniquement dans une section « Liens externes », à la fin de l'article. Ces liens sont à choisir avec parcimonie suivant les règles définies. Si un lien sert de source à l'article, son insertion dans le texte est à faire par les notes de bas de page.
- La présentation des références doit suivre les conventions bibliographiques. Il est recommandé d'utiliser les modèles {{Ouvrage}}, {{Chapitre}}, {{Article}}, {{Lien web}} et/ou {{Bibliographie}}. Le mode d'édition visuel peut mettre en forme automatiquement les références.
- Insérer une infobox (cadre d'informations à droite) n'est pas obligatoire pour parachever la mise en page.

Pour une aide détaillée, merci de consulter Aide:Wikification.
Si vous pensez que ces points ont été résolus, vous pouvez retirer ce bandeau et améliorer la mise en forme d'un autre article.
Violet Myers, née à Los Angeles en Californie le 24 février 1997, est une actrice pornographique américaine.

## Biographie
Violet est née dans la ville de Los Angeles le 24 février 1997, au sein d'une famille d'origine mexicaine, turque  et pakistanaise. Elle est entrée à l'université, en étudiant pendant deux ans et en se spécialisant en psychologie clinique dû en partie à une longue fascination pour les assassins en série,.
Pendant sa jeunesse, elle a commencé à réaliser ses premiers travaux de modèle de caméra web, en réalisant des lives sur Chaturbate avec un garçon qu'elle a connu à l'université en novembre 2017, lorsqu'elle avait 20 ans,,. Au printemps 2018, elle commencé à apparaître seule face à la caméra,. Elle finira par débuter comme actrice pornographique l'été de cette même année, après être découverte par l'agent Brian Berke, fondateur de l'agence 101 Modeling. Elle est alors partie au sud de la Floride pour enregistrer ses premières scènes, puis est rentrée en Californie en 2019.
Comme actrice, elle a travaillé avec différentes productions comme Naughty America, Vixen, Tushy, Blacked, Slayed, Deeper, Reality Kings, ManyVids, Girlfriends Films, Devil's Film, Jules Jordan Video, Brazzers, Elegant Angel, Girlsway, Evil Angel, Twistys ou Mofos,,.
En janvier 2019, elle a filmé sa première scène interracial pour le web Dickdrainers.com, avec la scène Busty College Student Earns Cash & Black Dick, joint au directeur et interprète Branden Richards,. En novembre 2021, elle a tourné sa première scène de sexe anal pour le studio Tushy, en Dressing Up, enregistrée avec l'acteur Mick Blue,.
En dehors de sa facette comme actrice, elle a obtenu avec son profil Onlyfans plus de 450 000 "likes", ainsi que quelque 50 000 followers sur la plate-forme Twitch. Elle partage aussi avec son public à travers sa chaîne Youtube qui a plus de 250 000 abonnés, des vlogs sur sa vie personnelle, sur des jeux vidéos, en parlant d'animes ou de mangas. Sa première vidéo date de juillet 2019, avec un vlog sur son voyage à l'Anime Expo,.
En 2020, elle a reçu sa première nomination dans les Prix XBIZ dans la catégorie de Meilleure actrice révélation. Trois ans plus tard, par son travail dans la scène "High Gear", pour la production Blacked Raw V56, elle a gagné le Prix AVN avec la Meilleure scène de sexe en groupe et le XBIZ de la Meilleure scène de sexe en film vignette,,. Ainsi, en 2023, elle a reçu aussi les nominations des AVN pour la Meilleure scène de sexe lesbienne avec Boss, joins à Vicki Chase, et de l'Étoile médiatique de l'an avec les XBIZ,,.
Comme actrice, elle a tourné plus de 200 films dans sa carrière.
Quelques-uns de ses films sont Anal Icons 2, Boondock Sluts 4, Drift, Hijab Hookups 2, Stimulez V2, Physical, Pick-Up Artist, Swallowed 38, Touch 2 ou Turning Twistys 5,,,,,,,,.